# El vigilant en el camp de sègol
El vigilant en el camp de sègol (The Catcher in the Rye, en versió original) és una novel·la de l'escriptor estatunidenc J. D. Salinger publicada parcialment en una sèrie entre 1945 i 1946, abans de ser novel·lada el 1951.
Ha estat una novel·la molt traduïda. Al voltant d'un milió de còpies es venen cada any, amb vendes totals de més de 65 milions de llibres. La novel·la va ser inclosa a la llista del 2005 de Time de les 100 millors novel·les en anglès escrites des de 1923, i va ser nomenada per Modern Library i els seus lectors com una de les 100 millors novel·les en anglès del segle xx. El 2003, es va classificar al número 15 de l'enquesta de la BBC " The Big Read ". Fou traduïda al català per Xavier Benguerel el 1965, sota el títol L'ingenu seductor, i publicada a la col·lecció El Club dels Novel·listes del Club Editor i, posteriorment, per Ernest Riera i Josep Maria Fonalleras el 1990 i publicada per Editorial Empúries.
Originalment pensada per a adults, sovint ha atret els adolescents pel seu tractament de l'angoixa i alienació, i com una crítica a la superficialitat de la societat. La novel·la també tracta temes complexos d'innocència, identitat, pertinença, pèrdua, connexió, sexe i depressió. El personatge principal, Holden Caulfield, s'ha convertit en una icona de la rebel·lió adolescent. Caulfield, gairebé major d'edat, dona la seva opinió sobre una gran varietat de temes mentre narra els seus esdeveniments vitals recents.

## Argument
El llibre és més notable per la personalitat i la veu testimonial del seu narrador en primera persona, Holden. Serveix com a narrador perspicaç però poc fiable que exposa la importància de la lleialtat i la "falsedat" de l'edat adulta. En una entrevista de 1953, Salinger va admetre que la novel·la era una mica autobiogràfica, explicant: "la meva infantesa era molt la semblant a la del noi del llibre... va ser un gran alleujament explicar-ho a la gent."
La novel·la explica el retorn d'amagat d'un adolescent, Holden Caulfield, des de l'internat de Pencey, d'on ha estat expulsat, fins a Nova York, on viu la seva família. Els seus pares no saben que ha estat expulsat ni de bon tros que ha tornat a la ciutat. Holden és un jove amb greus problemes de relació i algun tret psicòtic, cosa que serveix a l'autor per a mostrar l'angoixa dels adolescents inadaptats. La narració s'allarga durant els tres dies en què el protagonista posa de manifest la seva aversió per les convencions socials i per tota mena de relació amb els companys i antics coneguts, els quals considera uns hipòcrites. Només s'escapa d'aquesta caracterització la seva germana Phoebe, a qui estima de veritat i que representa la innocència de la infantesa, així com Allie, un altre germà que va morir de leucèmia, a qui recorda positivament i amb qui té unes breus converses que mostren el seu malestar psíquic.

## Herois principals
Holden Caulfield
Holden Caulfield és el complex protagonista de la novel·la "El vigilant en el camp de sègol" de J.D. Salinger. Amb 16 anys i expulsat de l'escola, Holden és un jove intel·ligent i sensible. Troba la hipocresia i la lletjor del món insuportables, i per això utilitza el seu cinisme per protegir-se dels dolors i les decepcions del món adult. Les seves crítiques estan dirigides tant als altres com a ell mateix. Holden té dificultats per fer la transició de la infantesa a l'edat adulta, i en no poder superar aquest abisme, acaba enfonsant-se emocionalment.
Stradlater
Stradlater és el company d'habitació de Holden Caulfield a l'escola preparatòria Pencey. Stradlater és atractiu, confiat i popular. Tot i això, Holden el qualifica de "brètol amagat" perquè, encara que sembli endreçat per fora, les seves coses de bany són repugnants, cosa que molesta Holden. Stradlater reflecteix el món interior de Holden i encarna la visió crítica que Holden té dels altres.
Phoebe Caulfield
Phoebe és la germana petita de Holden Caulfield, a qui ell adora. Tot i tenir sis anys menys que ell, escolta atentament el que diu i el comprèn millor que la majoria de les altres persones. Phoebe és intel·ligent, endreçada i una excel·lent ballarina. La seva innocència infantil és l'única font constant de felicitat per a Holden durant tota la novel·la. De vegades, mostra una gran maduresa i fins i tot critica Holden per la seva immaduresa. Igual que el Sr. Antolini, Phoebe sembla conscient que el pitjor enemic de Holden és ell mateix. Phoebe té un paper crucial en la vida de Holden, i la seva relació afegeix profunditat emocional a la novel·la.
Sr. Spencer
El Sr. Spencer reprèn Holden per les seves pobres actuacions acadèmiques. Això molesta Holden i el porta a decidir deixar l'escola. Decideix marxar a Manhattan tres dies abans i tornar a casa amb els seus pares.
Carl Luce
Carl Luce és el conseller escolar de Holden a l'escola Whooton i actualment és estudiant a la Universitat de Colúmbia.
Sr. Antolini
El Sr. Antolini és l'antic professor d'anglès de Holden a l'escola Elkton Hills. Actualment imparteix classes a la Universitat de Nova York. És jove, intel·ligent, simpàtic i estimat, i Holden el respecta. De vegades, Holden el troba una mica massa intel·ligent, però busca els seus consells.
Allie Caulfield
Allie, el germà petit de Holden, va morir de leucèmia tres anys abans de l'inici de la novel·la. Allie era un nen intel·ligent i sociable, molt estimat per Holden. Holden pateix profundament per la mort del seu germà i porta amb ell un guant de beisbol on Allie havia escrit poemes amb tinta verda.
Jane Gallagher
Jane és una noia amb qui Holden va passar molt de temps un estiu a Maine. Tot i que no apareix en la novel·la, Jane és extremadament important per a Holden, ja que és una de les poques persones que respecta i troba atractiva.
Sally Hayes
Sally és una noia que Holden coneix des de fa molt temps i amb qui ha sortit. Tot i que és atractiva i ben educada, Holden la considera "estúpida" i creu que els gustos i les actituds de Sally són més tradicionals que els seus.
Ackley
Ackley és el veí d'habitació de Holden a l'escola preparatòria Pencey. Té una mala higiene dental, moltes espinilles i manca de confiança en ell mateix. Entra sovint a l'habitació de Holden i no sembla adonar-se quan aquest vol que marxi.

## Recepció
Als anys quaranta, Salinger va confiar a diverses persones que treballava en una novel·la amb Holden Caulfield, el protagonista adolescent del seu conte Slight Rebellion off Madison, i Little, Brown and Company van publicar The Catcher in the Rye el 16 de juliol de 1951.
Les reaccions inicials al llibre van ser diverses, des del diari The New York Times, considerant el llibre com "una primera novel·la inusualment brillant" fins a les denigracions del llenguatge monòton del llibre i la "immoralitat i perversió" de Holden (utilitza insults religiosos i discuteix lliurement sobre el sexe casual i la prostitució). La novel·la va ser un èxit popular; al cap de dos mesos de la seva publicació, s'havia reimprès vuit vegades. Va passar 30 setmanes a la llista dels més venuts del New York Times. L'èxit inicial del llibre va ser seguit d'una breu pausa en la seva popularitat, però a finals dels anys cinquanta, segons el seu biògraf Ian Hamilton, s'havia convertit en "el llibre que tots els adolescents avorrits havien de comprar, el manual imprescindible del qual es podien agafar estils frescos de desafecció". Ha estat comparat amb The Adventures of Huckleberry Finn de Mark Twain. Els diaris van començar a publicar articles sobre el "culte al Vigilant", i la novel·la va ser prohibida a diversos països —i també a algunes escoles dels Estats Units— a causa de la seva temàtica i el seu llenguatge.
Als anys setanta, diversos professors de secundària dels Estats Units que van seleccionar el llibre van ser acomiadats o obligats a dimitir. Un estudi de censura de 1979 va assenyalar que The Catcher in the Rye "tenia la dubtosa distinció de ser alhora el llibre censurat amb més freqüència a tot el país i la segona novel·la més ensenyada a les escoles públiques" (després d'Homes i ratolins de John Steinbeck).
Mark David Chapman, que va disparar John Lennon el desembre de 1980, estava obsessionat amb el llibre. El seu principal motiu va ser la seva frustració amb l'estil de vida i les declaracions públiques de Lennon, així com els deliris que va patir relacionats amb Holden Caulfield.
Després del seu èxit dels anys 50, Salinger va rebre (i va rebutjar) nombroses ofertes per adaptar The Catcher in the Rye a la pantalla, inclosa una de Samuel Goldwyn. Des de la seva publicació, hi ha hagut un interès sostingut per la novel·la entre els cineastes, amb Billy Wilder, Harvey Weinstein i Steven Spielberg entre els que volien tenir-ne els drets.

## Interpretacions
Bruce Brooks va sostenir que l'actitud de Holden es manté inalterada al final de la història, la qual cosa no implica cap maduració, i diferencia la novel·la de la ficció per a joves. En canvi, Louis Menand pensava que els professors recomanen la novel·la pel seu final optimista, per ensenyar als lectors adolescents que "l'alienació és només una fase". Mentre Brooks va sostenir que Holden actua com actua per l'edat que té, per Menand, Holden pensa com a adult, donada la seva capacitat per percebre amb precisió les persones i els seus motius. Altres destaquen el dilema de l'estat de Holden, entre l'adolescència i l'edat adulta. Holden s'emociona ràpidament. Sovint es diu que Holden canvia al final, quan mira Phoebe al carrusel, i parla de l'anell daurat i de com és bo que els nens intentin agafar-lo.
Peter Beidler al seu A Reader's Companion to "The Catcher in the Rye" de JD Salinger, identifica la pel·lícula a la qual es refereix la prostituta "Sunny". Al capítol 13 diu que a la pel·lícula un nen cau d'un vaixell. La pel·lícula és Captains Courageous (1937), protagonitzada per Spencer Tracy. Sunny diu que Holden s'assembla al nen que va caure del vaixell. Beidler mostra una imatge del nen, interpretada per l'actor infantil Freddie Bartholomew.
Cada nen de Caulfield té talent literari. DB escriu guions a Hollywood; Holden també venera a DB per la seva habilitat d'escriptura (el millor tema de Holden), però també menysprea les pel·lícules basades en la indústria de Hollywood, considerant-les "falses", ja que l'escriptor no té espai per a la seva pròpia imaginació i descriu el que fa DB a Hollywood escrivint pel·lícules com una prostitució; Allie va escriure poesia amb el seu guant de beisbol; i Phoebe és diarista. Aquest "atrapador al sègol" és una analogia per a Holden, que admira en els nens atributs que sovint li costa trobar en els adults, com la innocència, la bondat, l'espontaneïtat i la generositat. Caure del penya-segat podria ser una progressió cap al món adult que l'envolta i que critica durament. Més tard, Phoebe i Holden intercanvien els papers d'"atrapador" i "caigut"; li dona el seu barret de caça, el símbol de l'atrapador, i es converteix en la caiguda mentre Phoebe es converteix en la atrapadora.
En la seva biografia de Salinger, David Shields i Shane Salerno argumenten que el llibre es pot entendre millor com "una novel·la de guerra disfressada". Salinger va ser testimoni dels horrors de la Segona Guerra Mundial, però en lloc d'escriure una novel·la del combat, Salinger, segons Shields i Salerno, "va agafar el trauma de la guerra i el va incrustar dins del que a simple vista semblava una novel·la sobre la majoria d'edat."